# Xysticus nigriceps
Xysticus nigriceps là một loài nhện trong họ Thomisidae.
Loài này thuộc chi Xysticus. Xysticus nigriceps được Lucien Berland miêu tả năm 1922.